# Laus Strandby Nielsen
Laus Strandby Nielsen (født 2. december 1944 i Aalborg) er en dansk forfatter og digter.
Strandby Nielsen, der er opvokset i Allerød, debuterede som lyriker i 1970. Han blev uddannet mag.art. i litteraturhistorie i 1972 ved Københavns Universitet. Han har undervist i linjefaget dansk på KDAS. Han boede en årrække i Gilleleje, men bor nu i Faaborg.
Han er medlem af "Extension Trio" med Jakob Riis (laptop) og Mette Stig Nielsen (klaver). Hans digte er oversat til italiensk, tyrkisk, islandsk, engelsk, albansk og makedonsk.
Den sorte væg fra 1987 er iflg. Laus Strandby Nielsen et vendepunkt i hans digtning. Før denne blev hans digtning kaldt tonefaldspoesi men i Den sorte væg lykkedes det ham at skrive en visuel poesi hvor digtsamlingerne er tænkt som udstillinger. Digtsamlingen er også blevet kaldt imagisme.
Hans senere digtsamling Når det er mørkt, bliver det lyst arbejder med faste sproglige vendinger:
| Citat                                                                             | "... som vi mere eller mindre bevidstløst bruger, til de er helt slidt op, men som han så fornyer. »Det er til dit eget bedste« bliver mantra i et sjovt langdigt. »At ligge som man har redt« ændres til, at man ligger, som man har drømt. | Citat |
| Professor Mørke og Gud. Information 20/04-2016. Anmeldelse af Erik Skyum-Nielsen. | |       |

## Priser
- 2013 Statens Kunstfonds livsvarige hædersydelse.[7]
- 2015 Beatrice Prisen fra Det Danske Akademi.

## Digtsamlinger
- Åhhh! ... Kom hurtigt! (1970)
- Illustrationer (1974)
- Som i en drøm (1982)
- Den sorte væg (1987)
- Grinetilmiddag og andre digte (1989)
- Mellemrum (1999) ISBN 9788700395244
- Kærlighedsdigte m.m. (2006) ISBN 9788702053692
- Den fynske forårsudstilling (2009)
- Hvis der ikke er sandstorme, så er der nok noget andet (2010) ISBN 9788702090499
- Når det er mørkt, bliver det lyst (2016) ISBN 9788702201086
- - og andre steder (Asger Schnacks Forlag, 2019)
- Halvvejs gennem uendeligheden (Asger Schnacks Forlag, 2021)
- For bagved det du ser er der altid et landskab (Herman & Frudit, udvalgte digte, 2024)

## CD'er
- Extension Trio: På bunden af foråret, (2013)